# Ainerigone saitoi
Ainerigone saitoi là một loài nhện trong họ Linyphiidae.
Loài này thuộc chi Ainerigone. Ainerigone saitoi được Hirotsugu Ono miêu tả năm 1991.